# Brookville (Nueva York)
Brookville es una villa ubicada en el condado de Nassau en el estado estadounidense de Nueva York. En el año 2000 tenía una población de 2.126 habitantes y una densidad poblacional de 204.8 personas por km². Brookville se encuentra dentro del pueblo de Oyster Bay.

## Geografía
Brookville se encuentra ubicada en las coordenadas 40°48′55″N 73°34′12″O / 40.81528, -73.57000. Según la Oficina del Censo, la ciudad tiene un área total de 10,4 km² (4 mi²), de la cual 10,4 km² (4 mi²) es tierra y 0 km² (0 mi²) (0%) es agua.

## Demografía
Según la Oficina del Censo en 2000 los ingresos medios por hogar en la localidad eran de $300,000, y los ingresos medios por familia eran $300,000. Los hombres tenían unos ingresos medios de $100,000 frente a los $60,238 para las mujeres. La renta per cápita para la localidad era de $306,375. Alrededor del 0% de la población estaban por debajo del umbral de pobreza.